# 장세윤
장세윤(1984년 3월 3일 ~ )은 대한민국의 배우이다.

## 학력
- 동덕여자대학교 방송연예학과

## 연기 활동

### 드라마
- 2006년 : SBS 아침연속극 《사랑하고 싶다》
- 2007년 : MBC 드라마넷 토요드라마 《조선 과학수사대 별순검》 ... 박옥선 역
- 2007년 : MBC 수목드라마 《뉴하트》 ... 간호사 역
- 2011년 : SBS 특별기획 《폼나게 살거야》 ... 노린다 역

### 영화
- 2003년 : 《대한민국 헌법 제1조》 ... 정혜 역
- 2006년 : 《브레인웨이브》 ... 한제니 역
- 2009년 : 《순지》 ... 순지 역

### 연극
- 2011년 : 《그 자식 사랑했네》 ... 미영 역

### 뮤직비디오
- 2007년 : 신혜성 - 첫사람
- 2007년 : 신혜성 - 지우고 버리고 잊어도
- 2010년 : 디셈버 - 별이 될께

## 광고
- 휘센 - 에어콘
- 페리오 치약
- 새우깡
- 탱크보이
- 실론티
- 비락식혜
- 한불화장품
- 초례한복